# Isòtops del tel·luri
El tel·luri (Te) presenta 8 isòtops naturals, dels quals dos són radioactius, el 128Te que té el període de semidesintegració de 2.2×1024 anys, el més alt de tots els isòtops radioactius i el 130Te que presenta doble emissió beta. En un principi s'observà que el 123Te presentava captura electrònica, però mesures més recents del mateix equip ho han desmentit
El tel·luri presenta 55 isòtops i isòmers nuclears que varien en massa atòmica de 105 a 142. El tel·luri és l'element conegut més lleuger que presenta desintegració alfa, en els isòtops del 106Te al 110Te.
Massa atòmica estàndard: 127.60(3) u

## Taula
| Símbol del núclid | Z(p)                | N(n)                | massa isotòpica(u)  | període de semidesintegració | Espín nuclear | composició isotòpics representativa (fracció molar) | rang de variació natural (fracció molar) |
| Símbol del núclid | energia d'excitació | energia d'excitació | energia d'excitació | període de semidesintegració | Espín nuclear | composició isotòpics representativa (fracció molar) | rang de variació natural (fracció molar) |
| ----------------- | ------------------- | ------------------- | ------------------- | ---------------------------- | ------------- | --------------------------------------------------- | ---------------------------------------- |
| 105Te             | 52                  | 53                  | 104.94364(54)#      | 1# µs                        | 5/2+#         |                                                     |                                          |
| 106Te             | 52                  | 54                  | 105.93750(14)       | 70(20) µs [70(+20-10) µs]    | 0+            |                                                     |                                          |
| 107Te             | 52                  | 55                  | 106.93501(32)#      | 3.1(1) ms                    | 5/2+#         |                                                     |                                          |
| 108Te             | 52                  | 56                  | 107.92944(11)       | 2.1(1) s                     | 0+            |                                                     |                                          |
| 109Te             | 52                  | 57                  | 108.92742(7)        | 4.6(3) s                     | (5/2+)        |                                                     |                                          |
| 110Te             | 52                  | 58                  | 109.92241(6)        | 18.6(8) s                    | 0+            |                                                     |                                          |
| 111Te             | 52                  | 59                  | 110.92111(8)        | 19.3(4) s                    | (5/2)+#       |                                                     |                                          |
| 112Te             | 52                  | 60                  | 111.91701(18)       | 2.0(2) min                   | 0+            |                                                     |                                          |
| 113Te             | 52                  | 61                  | 112.91589(3)        | 1.7(2) min                   | (7/2+)        |                                                     |                                          |
| 114Te             | 52                  | 62                  | 113.91209(3)        | 15.2(7) min                  | 0+            |                                                     |                                          |
| 115Te             | 52                  | 63                  | 114.91190(3)        | 5.8(2) min                   | 7/2+          |                                                     |                                          |
| 115m1Te           | 10(7) keV           | 10(7) keV           | 10(7) keV           | 6.7(4) min                   | (1/2)+        |                                                     |                                          |
| 115m2Te           | 280.05(20) keV      | 280.05(20) keV      | 280.05(20) keV      | 7.5(2) µs                    | 11/2-         |                                                     |                                          |
| 116Te             | 52                  | 64                  | 115.90846(3)        | 2.49(4) h                    | 0+            |                                                     |                                          |
| 117Te             | 52                  | 65                  | 116.908645(14)      | 62(2) min                    | 1/2+          |                                                     |                                          |
| 117mTe            | 296.1(5) keV        | 296.1(5) keV        | 296.1(5) keV        | 103(3) ms                    | (11/2-)       |                                                     |                                          |
| 118Te             | 52                  | 66                  | 117.905828(16)      | 6.00(2) d                    | 0+            |                                                     |                                          |
| 119Te             | 52                  | 67                  | 118.906404(9)       | 16.05(5) h                   | 1/2+          |                                                     |                                          |
| 119mTe            | 260.96(5) keV       | 260.96(5) keV       | 260.96(5) keV       | 4.70(4) d                    | 11/2-         |                                                     |                                          |
| 120Te             | 52                  | 68                  | 119.90402(1)        | STABLE [>2.2E+16 a]          | 0+            | 0.0009(1)                                           |                                          |
| 121Te             | 52                  | 69                  | 120.904936(28)      | 19.16(5) d                   | 1/2+          |                                                     |                                          |
| 121mTe            | 293.991(22) keV     | 293.991(22) keV     | 293.991(22) keV     | 154(7) d                     | 11/2-         |                                                     |                                          |
| 122Te             | 52                  | 70                  | 121.9030439(16)     | STABLE                       | 0+            | 0.0255(12)                                          |                                          |
| 123Te             | 52                  | 71                  | 122.9042700(16)     | >600E+12 a                   | 1/2+          | 0.0089(3)                                           |                                          |
| 123mTe            | 247.47(4) keV       | 247.47(4) keV       | 247.47(4) keV       | 119.2(1) d                   | 11/2-         |                                                     |                                          |
| 124Te             | 52                  | 72                  | 123.9028179(16)     | STABLE                       | 0+            | 0.0474(14)                                          |                                          |
| 125Te             | 52                  | 73                  | 124.9044307(16)     | STABLE                       | 1/2+          | 0.0707(15)                                          |                                          |
| 125mTe            | 144.772(9) keV      | 144.772(9) keV      | 144.772(9) keV      | 57.40(15) d                  | 11/2-         |                                                     |                                          |
| 126Te             | 52                  | 74                  | 125.9033117(16)     | STABLE                       | 0+            | 0.1884(25)                                          |                                          |
| 127Te             | 52                  | 75                  | 126.9052263(16)     | 9.35(7) h                    | 3/2+          |                                                     |                                          |
| 127mTe            | 88.26(8) keV        | 88.26(8) keV        | 88.26(8) keV        | 109(2) d                     | 11/2-         |                                                     |                                          |
| 128Te             | 52                  | 76                  | 127.9044631(19)     | 2.2(3)E+24 a                 | 0+            | 0.3174(8)                                           |                                          |
| 128mTe            | 2790.7(4) keV       | 2790.7(4) keV       | 2790.7(4) keV       | 370(30) ns                   | 10+           |                                                     |                                          |
| 129Te             | 52                  | 77                  | 128.9065982(19)     | 69.6(3) min                  | 3/2+          |                                                     |                                          |
| 129mTe            | 105.50(5) keV       | 105.50(5) keV       | 105.50(5) keV       | 33.6(1) d                    | 11/2-         |                                                     |                                          |
| 130Te             | 52                  | 78                  | 129.9062244(21)     | 790(100)E+18 a               | 0+            | 0.3408(62)                                          |                                          |
| 130m1Te           | 2146.41(4) keV      | 2146.41(4) keV      | 2146.41(4) keV      | 115(8) ns                    | (7)-          |                                                     |                                          |
| 130m2Te           | 2661(7) keV         | 2661(7) keV         | 2661(7) keV         | 1.90(8) µs                   | (10+)         |                                                     |                                          |
| 130m3Te           | 4375.4(18) keV      | 4375.4(18) keV      | 4375.4(18) keV      | 261(33) ns                   |               |                                                     |                                          |
| 131Te             | 52                  | 79                  | 130.9085239(21)     | 25.0(1) min                  | 3/2+          |                                                     |                                          |
| 131mTe            | 182.250(20) keV     | 182.250(20) keV     | 182.250(20) keV     | 30(2) h                      | 11/2-         |                                                     |                                          |
| 132Te             | 52                  | 80                  | 131.908553(7)       | 3.204(13) d                  | 0+            |                                                     |                                          |
| 133Te             | 52                  | 81                  | 132.910955(26)      | 12.5(3) min                  | (3/2+)        |                                                     |                                          |
| 133mTe            | 334.26(4) keV       | 334.26(4) keV       | 334.26(4) keV       | 55.4(4) min                  | (11/2-)       |                                                     |                                          |
| 134Te             | 52                  | 82                  | 133.911369(11)      | 41.8(8) min                  | 0+            |                                                     |                                          |
| 134mTe            | 1691.34(16) keV     | 1691.34(16) keV     | 1691.34(16) keV     | 164.1(9) ns                  | 6+            |                                                     |                                          |
| 135Te             | 52                  | 83                  | 134.91645(10)       | 19.0(2) s                    | (7/2-)        |                                                     |                                          |
| 135mTe            | 1554.88(17) keV     | 1554.88(17) keV     | 1554.88(17) keV     | 510(20) ns                   | (19/2-)       |                                                     |                                          |
| 136Te             | 52                  | 84                  | 135.92010(5)        | 17.63(8) s                   | 0+            |                                                     |                                          |
| 137Te             | 52                  | 85                  | 136.92532(13)       | 2.49(5) s                    | 3/2-#         |                                                     |                                          |
| 138Te             | 52                  | 86                  | 137.92922(22)#      | 1.4(4) s                     | 0+            |                                                     |                                          |
| 139Te             | 52                  | 87                  | 138.93473(43)#      | 500# ms [>300 ns]            | 5/2-#         |                                                     |                                          |
| 140Te             | 52                  | 88                  | 139.93885(32)#      | 300# ms [>300 ns]            | 0+            |                                                     |                                          |
| 141Te             | 52                  | 89                  | 140.94465(43)#      | 100# ms [>300 ns]            | 5/2-#         |                                                     |                                          |
| 142Te             | 52                  | 90                  | 141.94908(64)#      | 50# ms [>300 ns]             | 0+            |                                                     |                                          |